# Musikhaus Kurt Sperrhake

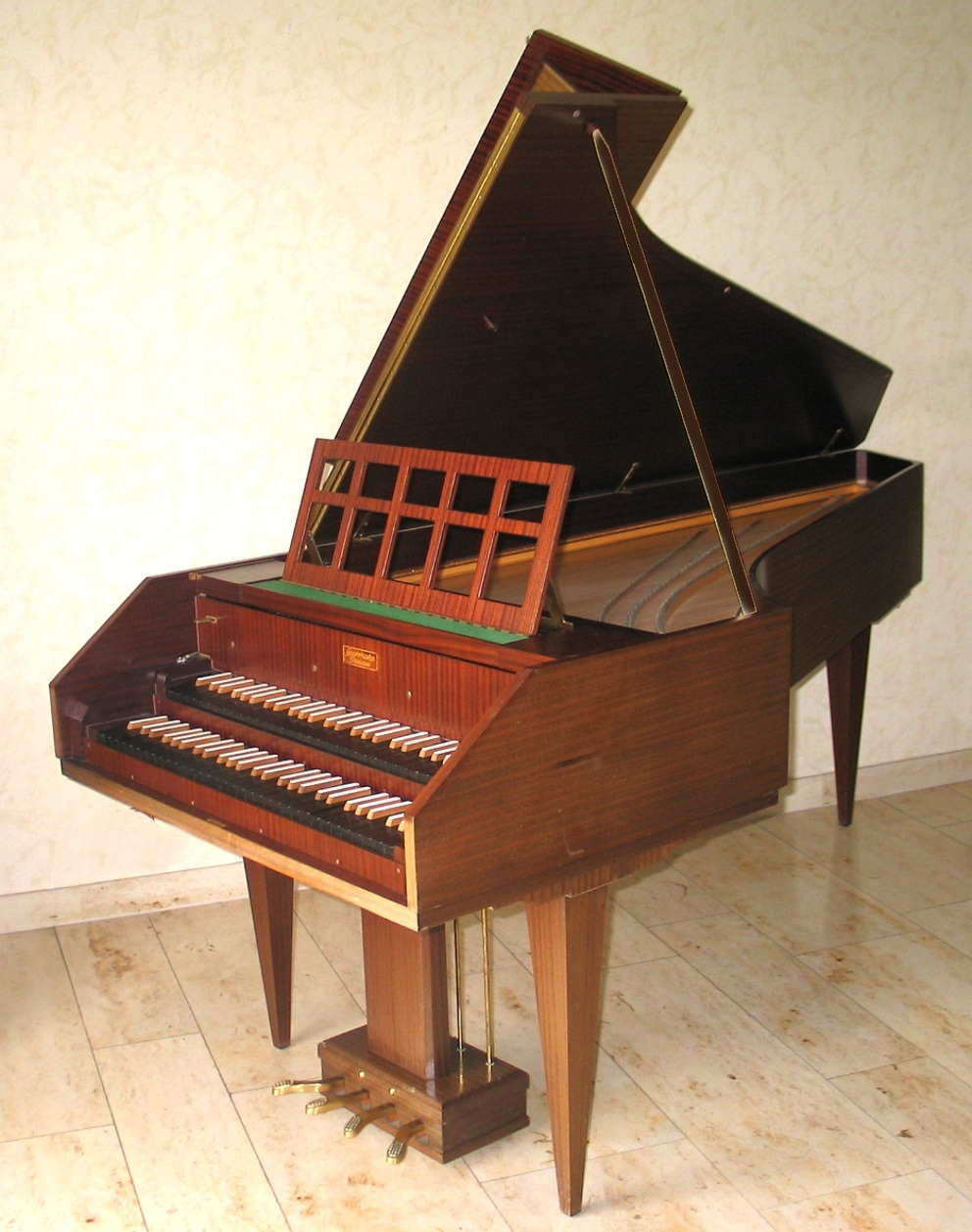
Cembalo der Firma Sperrhake aus dem Jahr 1976

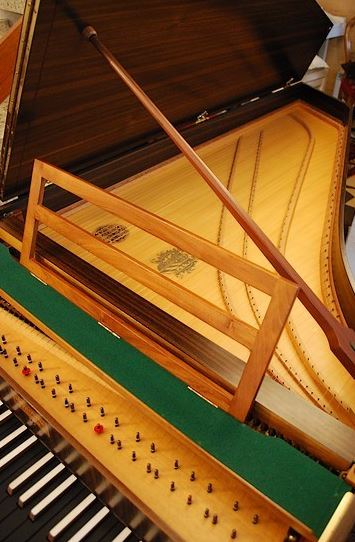
Cembalo der Firma Sperrhake

Musikhaus Kurt Sperrhake (auch unter dem Namen Sperrhake Passau bekannt) war eine deutsche Klavier- und Cembalobaufirma des 20. Jahrhunderts. Der Betrieb baute Cembali, Spinette, Clavichorde und Klaviere.
Der Betrieb wurde 1942 von Kurt Sperrhake (1909–1991) in Passau eröffnet. 1946 begann er mit dem Bau von Cembali. 1968 übernahm Sohn Horst Sperrhake (1940–2005) leitungsmäßig den Betrieb. In seiner Blütezeit beschäftigte das Unternehmen über 60 Mitarbeiter und lieferte bis zu 600 Cembali pro Jahr aus. 1988 wurde der Instrumentenbau eingestellt. Horst Sperrhake gründete innerhalb des Musikhauses eine Orgelschule. Er hatte bis zu 300 Orgelschüler. Das Musikhaus bestand bis 1997.
Sperrhake war stückzahlenmäßig ein großer Cembalohersteller, so dass Instrumente dieses Herstellers weit und auch international verbreitet sind. Trotz ihrer großen Verbreitung wurden Sperrhake-Cembali bei Tonträgereinspielungen nur begrenzt verwendet. Zuzana Růžičková spielte auf einem Sperrhake-Instrument Johann Sebastian Bachs englische Suiten für das Label Erato ein, Luciano Sgrizzi spielte mit einem solchen Instrument Stücke von Georg Friedrich Händel und Domenico Scarlatti ein, Elisabeth Chojnacka spielte neben zeitgenössischen Stücken ein Rezital von Antonio Soler auf einem Sperrhake-Instrument ein. In Ungarn waren Sperrhake-Instrumente in den 1970er Jahren in vielen wichtigen Musikinstitutionen präsent. Deshalb hat unter anderem János Sebestyén für Ungaroton und den ungarischen Rundfunk zahlreiche Aufnahmen auf Sperrhake-Instrumenten eingespielt. 1977 wurde von dem Schweizer Label Musik Hug eine Langspielplatte mit Stücken von Joseph Haydn, Anton Stamitz, Carl Stamitz und Christoph Willibald Gluck von Annemarie Simmen (Cembalo), Otto Kosek (Klarinette), Paul Haemig (Flöte, Cembalo), Heinz Bärfuss (Flöte, Toningenieur) und dem Ensemble of Kammermusikkurse, Zürich bei Sperrhake in Passau aufgenommen.
Sperrhake baute ähnlich wie die konkurrierenden Hersteller Neupert, Wittmayer und Ammer konstruktiv eng an alte Instrumentenoriginale angelehnt neue Instrumente. Alle genannten Firmen standen bzw. stehen somit in der  Tradition des praktisch-rekonstruierenden Instrumentenbaus, die sich an den nach dem Zweiten Weltkrieg aufkommenden Bedürfnissen der Historischen Aufführungspraxis orientierte.  Der Markenname Sperrhake gehört heute dem Klavierbauer Neupert, der auch die Wartung der Instrumente übernimmt und Ersatzteile liefert.